# Дервиш-Мухаммад-хаджи
Дервиш-Мухаммад-хаджи — северо-кавказский военно-политический и религиозный деятель. Второй и последний эмир Северокавказского эмирата. Участник Гражданской войны и антисоветского восстания в Дагестане.

## Биография
Родился в аварском селе Инхо. Учился в медресе Абдулатипа Гоцинского.
Был популярным религиозным деятелем, шейхом кадирийского тариката, последователь Омар-Хаджи аль-Анди. В период революции и Гражданской войны поддерживал шейха Узун-Хаджи.
После начала Гражданской войны в Дагестане в 1918 году выступил на стороне Нажмудина Гоцинского и воевал против большевиков.
В сентябре 1919 года было объявлено о создании Северокавказского эмирата во главе с эмиром Узун-Хаджи. В течение последующих месяцев Эмират вёл войну с силами Добровольческой армии Деникина. В феврале 1920 года Иналук Дышнинский был отстранён с поста великого визиря Эмирата, на его место назначили Дервиш-Мухаммада. Вскоре добровольцам пришлось отступить с Северного Кавказа. С требованием сдаться и признать советскую власть выступила Красная армия. В этот период, 30 марта 1920 года, Узун-Хаджи умер. Встал вопрос, кто станет следующим эмиром. На сходе им был избран Дервиш-Мухаммад, однако через 2 дня Эмират перестал существовать как государство, в горах была установлена власть большевиков. Дервиш-Мухаммад со своим отрядом ушёл в горы Дагестана.

Турецкий разведчик Мустафа Бутбай, лично встречавшийся с Дервиш-Мухаммадом, следующим образом описывал его:
«Он был избран всем народом, к его словам прислушивались во всем Чеченистане и по существу он был главой общины. <...> Он был аварцем, шейхом, имел высокий рост, благородное лицо и мягкий характер».
В 1920 году был одним из организаторов и руководителей крупного антисоветского восстания в горах Дагестана. Дервиш-Мухаммад входил в состав совета четырёх шейхов, который был формальным органом, возглавлявшим восстание. После подавления восстания советские власти выпустили заявление о предоставлении амнистии всем повстанцам, которые им сдадутся, кроме главарей, в числе которых был Дервиш-Мухаммад.

Красноармейский военачальник Александр Тодорский, руководивший подавлением восстания, писал о шейхе:
«Учёный-арабист из Андийского округа. Отличался фанатизмом, решительностью и честолюбием. Имел способность влиять на народные массы. Особым умом не обладал, в политике не разбирался».
После подавления восстания ушёл в подполье. Арестован органами ГПУ совместно с советскими войсками в 1925 году и расстрелян.

## Творчество
Занимался просветительской деятельностью, его письма публиковались в газете Джаридат Дагистан, критиковал соплеменников за следование адатам, вместо шариата. В родном селе открыл медресе и писал религиозные труды, которые издавались в Темир-Хан-Шуре.